# Тетраедр Рело

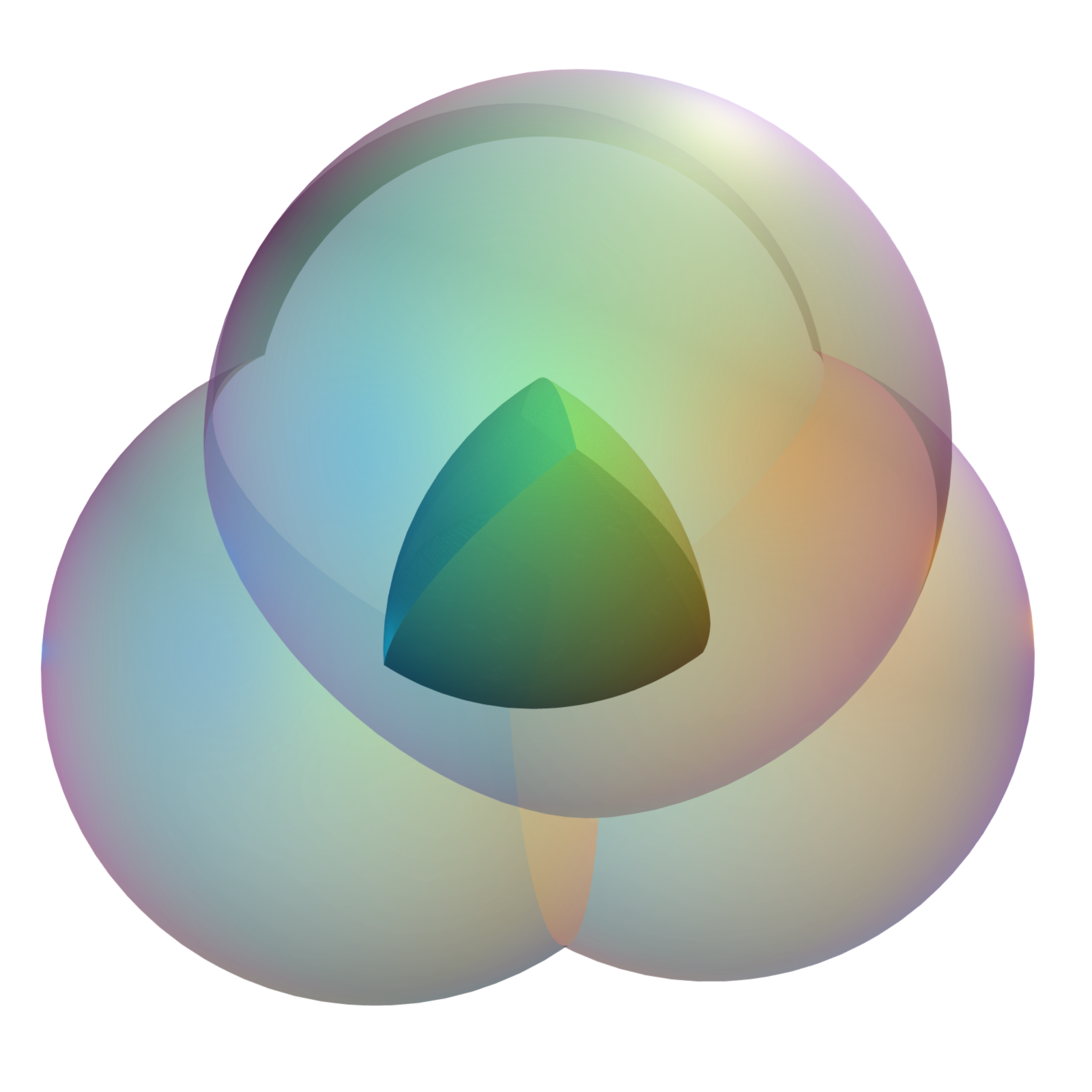
Тетраедр Рело

Тетраедр Рело — тіло, що є перетином чотирьох однакових куль, центри яких розташовані в вершинах правильного тетраедра, а радіуси рівні стороні цього тетраедра. Це тіло є просторовим аналогом трикутника Рело як перетину трьох кіл на площині.
Однак, на відміну від трикутника Рело, тетраедр Рело не є тілом сталої ширини: відстань між серединами протилежних граничних криволінійних ребер, що з'єднують його вершини, в
{\displaystyle {\sqrt {3}}-{\frac {\sqrt {2}}{2}}=1.02494\ldots }
раз більше, ніж ребро початкового правильного тетраедра.

## Тіла Мейсснера
Тетраедр Рело можна видозмінити так, щоб змінне тіло виявилося тілом сталої ширини. Для цього в кожній з трьох пар протилежних криволінійних ребер одне ребро певним чином «згладжується». Отримувані таким способом два різних тіла (три ребра, на яких відбуваються заміни, можуть бути взяті або вихідними із однієї вершини, або такими, що утворюють трикутник) називаються тілами Мейсснера, або тетраедрами Мейсснера. Сформульована Томмі Боннесеном і Вернером Фенхелем в 1934 році гіпотеза стверджує, що саме ці тіла мінімізують об'єм серед всіх тіл заданої постійної ширини, проте (за станом на 2009 рік) ця гіпотеза не доведена.